# Зое Кида
Зое Кида (12. јануар 1982, Београд) или Ана Радоњић (девојачко: Јанковић) је српска певачица, кантауторка, дизајнерка и бивша чланица алтернативног бенда Земља грува!, који је постао популаран 2010-их година.

## Биографија
Завршила је Филолошку гимназију и Филолошки факултет у Београду, смер шпански језик и књижевност. Текстове и музику почела је да пише 2001. године. Била је дугогодишњи члан групе МистејкМистејк. Сарађивала је са бендом Сви на под!. Хоби јој је дизајн, отворила је бутик "Петља" са дизајнерком Тијаном Цветковић. Зое стоји иза бренда "Жена дете".
2014. године удала се за српског глумца и машинског инжењера Предрага Радоњића, са којим има две ћерке: Истру и Лаву. Исте године водила је емисију "Осим тога" на РТС-у.
Била је промо лице Бир Феста 2015. и 2016. године.
Псеудоним, како каже, представља њен алтер его који ступа када изађе на сцену и када рацио попусти.
Појављује се и учествује у филму „Небеска тема" о Влади Дивљану 2019. године.
Заједно са Татјаном Кецман наступала је у кабаре комедији "Нас две" у Позоришту Добрица Милутиновић 2022. године.

## Земља грува!
Један је од оснивача Земље грува!, који је настао 2007. године.
За овај бенд написала је многе песме, као што су: "Судопера", "Најлепше жеље".
Групу је напустила 2021. године, како би се позабавила соло каријером.

## Соло каријера
2011. учествовала је у пројекту СевдахБејби и била женски вокал на песми "Три пољупца хоћу ја".
Отворила је канал ЗОЕКИДАиКИДС, након што је одлучила да се бави музиком за децу. 2018. године објавила је песму "Нова година је ту". Песму "Тика така так" објавила је 2021. године.
Одлучила је се држи жанрова рнб, џез и госпел, у којима се најбоље сналази.

### Беовизија 2008.
Ово је заправо нека врста Аниног првог излета у соло воде. Учествовала је на такмичењу као члан састава "Зое Кида у Земљи грува" са песмом "Чудесни светови" као главни вокал, завршила је на 8. месту у финалној вечери.

### Песма за Евровизију '22
Одлучила је да њена прва соло песма "Бејби" и ово такмичење означе почетак њене соло каријере. Музику и текст је написала са колегама из бенда "Сумасишавши". Овом песмом најављује и свој ЕП "Жена дете". Ушла је у финале овог такмичења.
Песма описује атмосферу првог стадијума заљубљености, једне лудачке опијености вољеном особом, заноса, чулне устрепталости која чини да се осећате као на седмом небу.

## Награде и номинације
| Година | Награда                 | Категорија              | Рад   | Исход      | Реф.   |
| ------ | ----------------------- | ----------------------- | ----- | ---------- | ------ |
| 2022.  | Песма за Евровизију ’22 |                         | Бејби | Номинација | [ 18 ] |
| 2023.  |                         | Алтернативна поп нумера | Бејби | Номинација | [ 19 ] |